# Hang động Niño
Hang động Niño (Tiếng Tây Ban Nha: Cueva del Niño) là một hang động nằm ở Ayna, Albacete, Tây Ban Nha. Nó được công nhận là Bien de Interés Cultural năm 1997.